# القطرية لطائرات رجال الأعمال
القطرية لطائرات رجال الأعمال هي شركة طيران تابعة لشركة الخطوط الجوية القطرية، ومقرها في الدوحة. أطلقت في 16 يونيو 2009 في معرض باريس الجوي يرتكز عملها الأساسي في تأجير الطائرات ولكن تشمل خدماتها أيضًا إدارة الطائرات وصيانتها ومجموعة كاملة من خدمات العمليات الثابتة (FBO) في مطار الدوحة الدولي. تتحمل القطرية التنفيذية أيضًا مسؤولية طلبات ميثاق الخطوط الجوية القطرية.
عينت بومباردييه القطرية لطائرات رجال الأعمال كمرفق خدمة معتمد لطائرات تشالنجر والعالمية في الشرق الأوسط في مارس 2012. أطلقت القطرية لطائرات رجال الأعمال في يوليو 2020 اتفاقية ألماس، وهي عقد يوفر أسعارًا ثابتة وتوفر مضمونًا بإشعار 72 ساعة.

## الأسطول
اعتبارًا من يونيو 2020، يتكون أسطول القطرية لطائرات رجال الأعمال من الطائرات التالية:

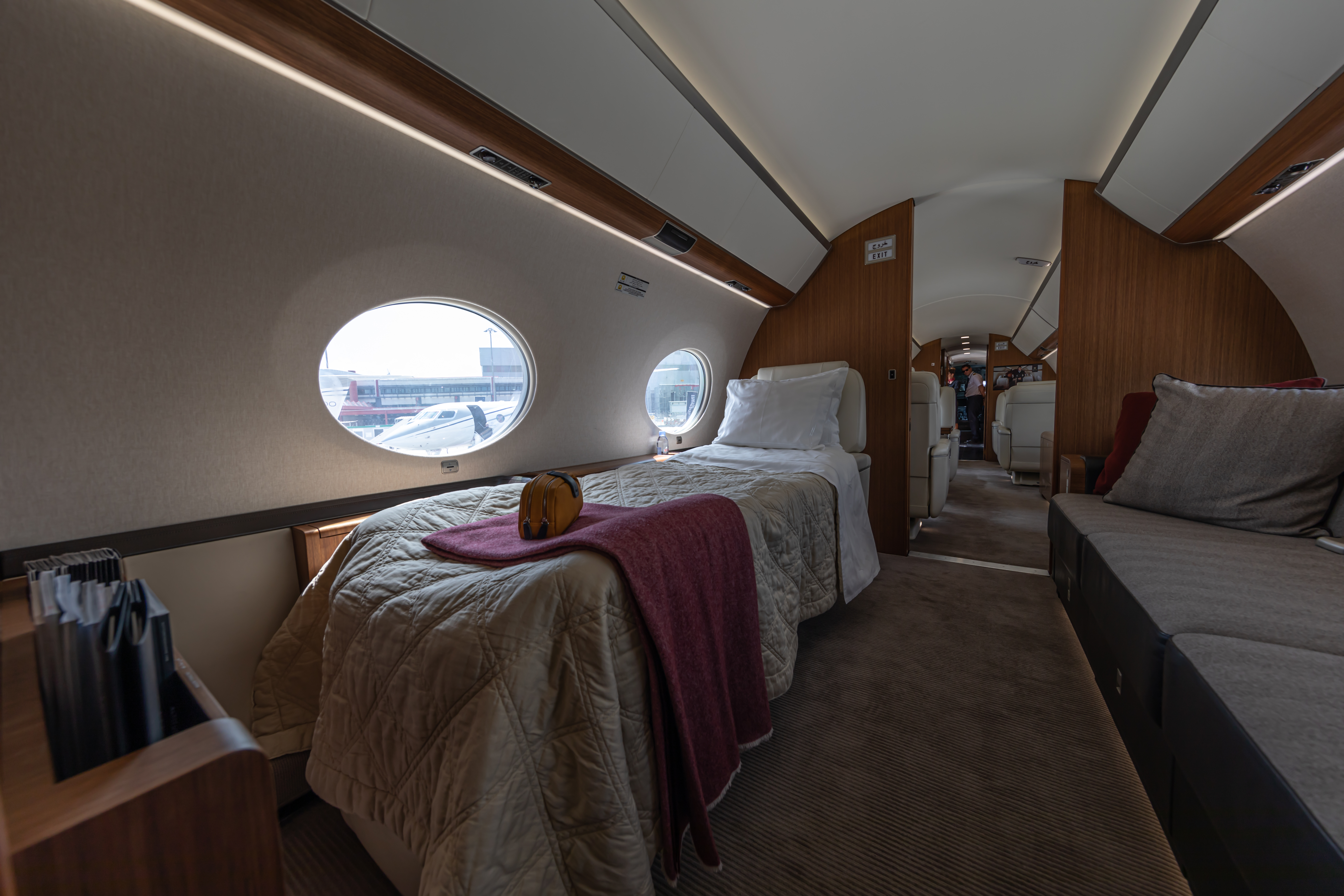
Cabin of a Qatar Executive G650ER

## راجع
1. ↑  "Qatar Airways to set up new corporate jet subsidiary". TravelDailyNews International (بالإنجليزية الأمريكية). 17 Jun 2009. Archived from the original on 2020-06-22. Retrieved 2020-06-21.
2. ↑  "Bombardier Strengthens its Aftermarket Service Network in the Middle East - Bombardier". www.bombardier.com (بالإنجليزية). 6 Mar 2012. Archived from the original on 2020-06-21. Retrieved 2020-06-21.
3. ↑  Private Jet Card Comparisons https://privatejetcardcomparisons.com/2020/07/14/qatar-executive-launches-fixed-rate-lease-program/ نسخة محفوظة 2020-07-21 على موقع واي باك مشين.
4. ↑  "Qatar Airways announces significant $1 billion order for 18 Gulfstream aircraft". Qatar Airways. 11 يوليو 2019. مؤرشف من الأصل في 2023-03-30.
5. ↑  "Qatar Airways Announced As Gulfstream G700 Launch Customer". AVIATOR (بالإنجليزية). 22 Oct 2019. Archived from the original on 2023-03-30. Retrieved 2020-06-21.

## روابط خارجية
- الموقع الرسمي